# Evibacus
Evibacus is een geslacht van kreeftachtigen uit de familie van de Scyllaridae.

## Soort
- Evibacus princeps Smith, 1869